# Pinnow (Brandeburgo)
Pinnow es un municipio situado en el distrito de Uckermark, en el estado federado de Brandeburgo (Alemania), a una altitud de 45 metros. Su población a finales de 2016 era de 900 habs. y su densidad poblacional, 60 hab/km².